# Knud Abildgaard
Knud Abildgaard-Elling (22. februar 1901 i Randers – 29. juli 1986 i Hørsholm) var en dansk fabrikant, der ejede Løvens kemiske Fabrik (nu LEO Pharma) fra 1940 til 1984. Knud Abildgaard stiftede LEO Fondet.

## Fabrikant
Knud Abildgaard blev bankuddannet i Randers og København og fik sin merkantile og tekniske uddannelse i Frankfurt am Main, Berlin, Lyon, Paris og London. Han og hustruen Gertrud, der var datter af LEO Pharmas grundlægger og ejer August Kongsted, overtog virksomheden efter Kongsteds død i 1939.
Ved overtagelsen af LEO Pharma i 1940 var virksomheden Danmarks største lægemiddelvirksomhed. Der var cirka 200 medarbejdere og omsætningen var lidt over 4 millioner kroner. Blandt de kendteste produkter var Albyl, Codyl, Cascalin, Insulin og Ovex.
Under Knud Abildgaards ledelse blev LEO Pharma den første lægemiddelvirksomhed i det kontinentale Europa, der kunne fremstille penicillin.
Ved LEO Pharmas jubilæum i 1958 oprettedes en forskningsfond på 100.000 kroner med 10.000 kroner årligt til en dansk læge. Især efter 50-års jubilæet ekspanderede virksomheden med datterselskaber og fabrikker i det meste af Europa. Forskningsindsatsen øgedes betydeligt.
Abildgaard blev dr.jur. h. c. (LL.D.) fra University of Dublin. Han var Ridder af 1. grad af Dannebrogordenen.

## Fondsstifter
I december 1970 meddelte Knud Abildgaard at han og hustruen ville at oprette et fond, der skulle sikre fremtiden for LEO Pharma. Målsætningen var, at virksomheden fortsat skulle satse på forskning, og at fondsejerskabet skulle sikre, at LEO Pharma kunne fortsætte som et uafhængigt firma. I 1970 var antallet af medarbejdere vokset til 1.100 og der blev solgt produkter i mere end 100 lande.
Knud og Gertrud Abildgaard etablerede i 1983 LEO Fondet i overensstemmelse målsætningen fra 1970: "LEO Pharma ejes af LEO Fondet. LEO Fondet er et uafhængigt erhvervsdrivende fond med det mål at udvikle LEO Pharma som en selvstændig lægemiddelvirksomhed".
Etableringen faldt sammen med virksomhedens 75-års jubilæum og fondet trådte i kraft 20. august 1984. Knud Abildgaard døde 29. juli 1986 og Gertrud Abildgaard døde 5. november 1986. Parrets betydelige samling af antikke møbler etc. solgtes på auktion hos Bruun Rasmussen Kunstauktioner